# فرناندي ميندي
فرناندي ميندي (بالإنجليزية: Fernandy Mendy)‏ هو لاعب كرة قدم يلعب كمدافع مع نادي ألوا أثليتيك الإسكتلندي.